# Кубок Азербайджану з футболу 2021—2022
Кубок Азербайджану з футболу 2021–2022 — 29-й розіграш кубкового футбольного турніру в Азербайджані. Титул всьоме здобув Карабах.

## Календар
| Раунд        | Дата                  | Матчі | Клуби  |
| ------------ | --------------------- | ----- | ------ |
| Перший раунд | 10-11 грудня 2021     | 4     | 12 → 8 |
| 1/4 фіналу   | 1-2/12-13 лютого 2022 | 8     | 8 → 4  |
| 1/2 фіналу   | 20/29 квітня 2022     | 4     | 4 → 2  |
| Фінал        | 27 травня 2022        | 1     | 2 → 1  |

## Перший раунд
| Команда 1      | Рахунок | Команда 2   |
| -------------- | ------- | ----------- |
| 10 грудня 2021 |         |             |
| МОІК (2)       | 1:2     | Габала      |
| Загатала (2)   | 1:3     | Сабаїл      |
| 11 грудня 2021 |         |             |
| Кешла          | 2:1     | Карадаг (2) |
| Сабах          | 3:0     | Кяпаз (2)   |

## 1/4 фіналу
| Команда 1        | Заг. | Команда 2 | 1-й матч | 2-й матч |
| ---------------- | ---- | --------- | -------- | -------- |
| 1/12 лютого 2022 |      |           |          |          |
| Карабах (Агдам)  | 7:0  | Кешла     | 1:0      | 6:0      |
| Нефтчі           | 4:2  | Сабах     | 1:1      | 3:1      |
| 2/13 лютого 2022 |      |           |          |          |
| Зіра             | 7:1  | Сабаїл    | 4:0      | 3:1      |
| Сумгаїт          | 1:2  | Габала    | 0:1      | 1:1      |

## 1/2 фіналу
| Команда 1         | Заг.         | Команда 2       | 1-й матч | 2-й матч |
| ----------------- | ------------ | --------------- | -------- | -------- |
| 20/29 квітня 2022 |              |                 |          |          |
| Зіра              | 0:0 пен. 4:2 | Нефтчі          | 0:0      | 0:0      |
| Габала            | 1:8          | Карабах (Агдам) | 1:3      | 0:5      |

## Фінал
| 27 травня 2022 (18:00 AZT) |

| Карабах (Агдам)                                 | 1:1      | Зіра                                          |
| ----------------------------------------------- | -------- | --------------------------------------------- |
| Зубір 69'                                       | Протокол | Кейта 17'                                     |
|                                                 | Пенальті |                                               |
| - Гараєв - Медведєв - Каді - Байрамов - Шейдаєв | 4:3      | - Кейта - Волкові - Ісаія - Гусейнов - Ташкін |

| Міський стадіон, Ґебеле Арбітр: Аліяр Агаєв |